# Denemarken op de Olympische Winterspelen 2018
Denemarken was een van de deelnemende landen aan de Olympische Winterspelen 2018 in Pyeongchang, Zuid-Korea.
Bij de veertiende deelname van het land aan de Winterspelen namen zeventien sporters in vijf olympische sportdisciplines deel. De schaatsers Elena Møller Rigas (opening) en Viktor Hald Thorup (sluiting) waren de vlaggendragers bij openings- en sluitingsceremonie.

## Deelnemers en resultaten
(m) = mannen, (v) = vrouwen 

### Alpineskiën
| Olympiër             | Onderdeel        | Resultaat | Prestatie                                                            |
| -------------------- | ---------------- | --------- | -------------------------------------------------------------------- |
| Christoffer Faarup   | combinatie (m)   | 30e       | afdaling: 1.21,08 (20e) slalom: 54,13 (34e) totaal: 2.15,21 (+8,69)  |
| Christoffer Faarup   | afdaling (m)     | 36e       | 1.44,48 (+4,23)                                                      |
| Christoffer Faarup   | super g (m)      | 32e       | 1.27,81 (+3,37)                                                      |
| Casper Dyrbye Næsted | reuzenslalom (m) | 60e       | 1e run: 1.20,33 (69e) 2e run: 1.18,01 (56e) totaal: 2.38,34 (+20,30) |

### Curling
| Olympiër                                                                      | Onderdeel | Resultaat | Prestatie |
| ----------------------------------------------------------------------------- | --------- | --------- | --- |
| Oliver Dupont Johnny Frederiksen Mikkel Poulsen Rasmus Stjerne Morten Thomsen | mannen    | 10e       | groepsfase 5 - 9 Zweden 7 - 9 Zwitserland 6 - 4 Italië 5 - 9 Verenigde Staten 8 -10 Noorwegen 9 - 8 Zuid-Korea 6 - 7 Groot-Brittannië 4 - 6 Japan 3 - 8 Canada                      |
|                                                                               |           |           | |
| Denise Dupont Madeleine Dupont Mathilde Halse Julie Høgh Lina Almind Knudsen  | vrouwen   | 10e       | groepsfase 3 - 9 Zweden 5 - 8 Japan 9 - 8 Canada 6 - 7 Groot-Brittannië 7 - 10 China 6 - 7 Verenigde Staten 7 - 8 Olympische atleten uit Rusland 4 - 6 Zwitserland 3 - 9 Zuid-Korea |

### Freestyleskiën
| Olympiër            | Onderdeel    | Resultaat | Prestatie            |
| ------------------- | ------------ | --------- | -------------------- |
| Laila Friis-Salling | halfpipe (v) | 23e       | 45.00 (45.00, 11.80) |

### Langlaufen
| Olympiër      | Onderdeel                 | Resultaat | Prestatie            |
| ------------- | ------------------------- | --------- | -------------------- |
| Martin Møller | 15 km vrije stijl (m)     | 90e       | 39.35,4 (+5.51,5)    |
| Martin Møller | 50 km klassieke stijl (m) | 60e       | 2:36.10,8 (+27.48,7) |

### Schaatsen
| Olympiër           | Onderdeel      | Resultaat    | Prestatie                                     |
| ------------------ | -------------- | ------------ | --------------------------------------------- |
| Stefan Due Schmidt | massastart (m) | 13e          | HF-2: 40 pnt; 2e finale: 0 pnt; 13e (7.47,53) |
| Viktor Hald Thorup | massastart (m) | 5e           | HF-1: 5 pnt; 4e (8.34,06) finale: 8 pnt; 5e   |
|                    |                |              |                                               |
| Elena Møller Rigas | massastart (v) | halve finale | HF-1: 0 pnt; 9e (8.54,39)                     |